# Pinkerton's Assorted Colours
Pinkerton's Assorted Colours was een Britse beatband uit de jaren 1960.

## Bezetting
- Tony Newman (geb. 1947) - (zang, gitaar)
- Samuel 'Pinkerton' Kempe (geb. 1946) - (zang, autoharp)
- David Holland (5 april 1948 - 16 januari 2018) - (drums)
- Barrie Bernard (geb. 27 november 1944) - (basgitaar)
- Tom Long (Rugby) - (leadgitaar)
- Stuart Colman (geb. als Ian Stuart Colman, 19 december 1944) - (basgitaar, elektrische piano)
- Steve Jones (geb. 1946) - (zang, leadgitaar) (niet te verwarren met de gitarist van Sex Pistols)
- Paul Bridge-Wilkinson (geb. 1948 als Paul Wilkinson) – (zang, drums)
- Michael Summerson (oktober 1950 - februari 2016) - (zang, basgitaar)
- Philip Clough (geb. november 1947) - (zang, leadgitaar)
- Peter Robbins (geb. februari 1959) - (zang, drums)
- Martyn 'Stalky' Gleeson (geb. februari 1955) - (drums)

## Geschiedenis
De in 1964 uit de band The Liberators ontstane band werd beïnvloed door de popstijl van Jonathan King en was een late bloem van de overheersende Liverpool-pop. De band werd ontdekt door de muziekmanager en latere radiopiraat Reg Calvert, die ook de manager was van The Fortunes en Screaming Lord Sutch.
Op het podium droegen ze meerkleurige kostuums, hadden een korte haarsnit volgens Mod-art en bespeelden voor het genre atypische instrumenten zoals de cembalet en de autoharp.
De band kreeg in 1965 een platencontract bij Decca Records en werkte samen met producent Tony Clarke, die later bekend werd als producent van The Moody Blues.
Tot 1968 bracht de band zes singles uit. Hun grootste hit was Mirror, Mirror (#8, 1966). In hetzelfde jaar bereikte ook Don't Stop Loving Me Baby een hitnotering. Nadat Magic Rockin' House een mislukking was geworden, wisselde de band naar Pye Records en verkorte de naam naar Pinkerton's Colours. Een permanent succes kondigde zich echter niet aan. De single Kentucky Woman kon zich ook niet plaatsen in de hitlijst.
Na het afscheid van Bernie Bernhard werd Ian Coleman de nieuwe bassist. In 1968 na het toetreden van leadgitarist Steve James, hernoemde de band zich in Pinkerton's, voordat ze werden heropgericht als The Flying Machine voor een nieuwe muzikale richting.
Dave Holland werd later bekend als lid van Trapeze en Judas Priest. Tony Newman was van 1976 tot 1977 drummer bij T. Rex en werkte samen met Whitesnake, Gene Vincent, Jeff Beck en anderen, deels als drummer, deels als componist. Stuart Colman werd diskjockey bij BBC Radio 1 en later producent van Shakin' Stevens, Cliff Richard en Billy Fury. Barrie Bernard speelde later bij Jigsaw.

## Discografie

### Singles
- 1966: Mirror, Mirror / She Don't Care
- 1966: Don't Stop Loving Me Baby / Will Ya
- 1966: Magic Rockin' Horse / It Ain't Right
- 1967: Mum And Dad / On A Street Car
- 1968: There's Nobody I'd Sooner Love / Duke's Jetty
- 1968: Kentucky Woman / Behind The Mirror